# Ulota crenatoerosa
Ulota crenatoerosa là một loài Rêu trong họ Orthotrichaceae. Loài này được (Müll. Hal.) Kindb. miêu tả khoa học đầu tiên năm 1888.